# Exposição Internacional de 1984
A Exposição Internacional de 1984 foi uma feira mundial que aconteceu em New Orleans, Louisiana, Estados Unidos, cem anos após a primeira feira mundial na cidade, em 1884. A feira foi de 12 de maio a 11 de novembro de 1984..  Its theme was "The World of Rivers—Fresh Waters as a Source of Life".
Ameaçada com problemas de público, a feira foi a primeira de todas as declarar falência ainda durante o evento. A insolvência da Louisiana World Exposition Inc. fez com que alguns subcontratados para construção da feira não fossem pagos em dia. Chegaram a culpar a Exposição Internacional de 1982 em Knoxville, a abertura do Epcot Center, ambos em 1982, e os Jogos Olímpicos de Verão de 1984, em Los Angeles
Esta foia  primeira feira mundial a contar com um mascote, Seymore D. Fair, um grande pelicano de terno, que acabou se tornando uma das figuras mais reconhecidas das exposições contemporâneas.

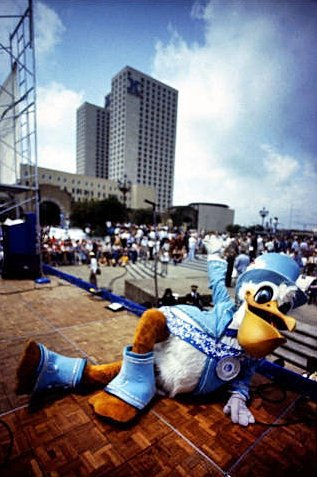
Seymore D. Fair

## A feira
O estado de Louisiana gastou US$ 5 milhões na feira; essa quantia foi supervisionada por Ralph Perlman, diretor de orçamento, e que tentou obter o uso máximo dos fundos. Um local com 84
-acre(s) (340 000 m2) próximo ao Rio Mississippi teve várioas armazéns removidos, com estruturas da feira sendo construídas no local. Embora tenha tido mais de 7 milhões de visitantes, o gasto de US$ 350 milhões para realizar o evento não foi coberto. No primeiro mês houve cerca de 30 mil visitantes a menos do que o previsto.
Uma das maiores atrações da feira foi o Mississippi Aerial River Transit (MART), uma gôndola que levava os visitantes pelo Rio Mississippi, visitando a região dos armazéns. Outra atração que também fez bastante sucesso foi o ônibus espacial Enterprise em exposição.

## Legado
Alguns traços da feira existem ainda hoje. No Warehouse District, muitas das ruas foram melhoradas e muitas construções renovadas. Estas construções foram convertidas em residências ou comércios. Estas melhorias foram a base para o bairro dos artistas da cidade.
O Riverwalk Marketplace e o Ernest N. Morial Convention Center são, provavelmente, os maiores legados da feira. O hall de exibições e o centro de convenções eram o Pavilhão da Louisiana na feira. Próximo ao centro de convenções há um busto de aço e fibra de vidro de Netuno e a cabeça de um crocodilo. Na feira, a estátua de Netuno, uma sereia e alguns crocodilos estavam no Bridge Gate, uma das entradas da feira. Muitas outras estruturas e o MART foram demolidas após o término da exposição. Os monorails foram transferisos e montados na Flórida, no Zoológico de Miami. Apesar dos problemas, a feira é muito lembrada pelos residentes de New Orleans, particularmente pela arquitetura pós-moderna e pelas muralhas inovadoras projetadas pelos arquitetos Charles Willard Moore e William Turnbull Jr.
No dia 11 de novembro de 2014, no aniversário de 30 anos da feira, uma grande placa comemorativa de bronze foi instalada na esquina das ruas Julia e do centro de convenções, onde foi o coração da feira.

## Galeria

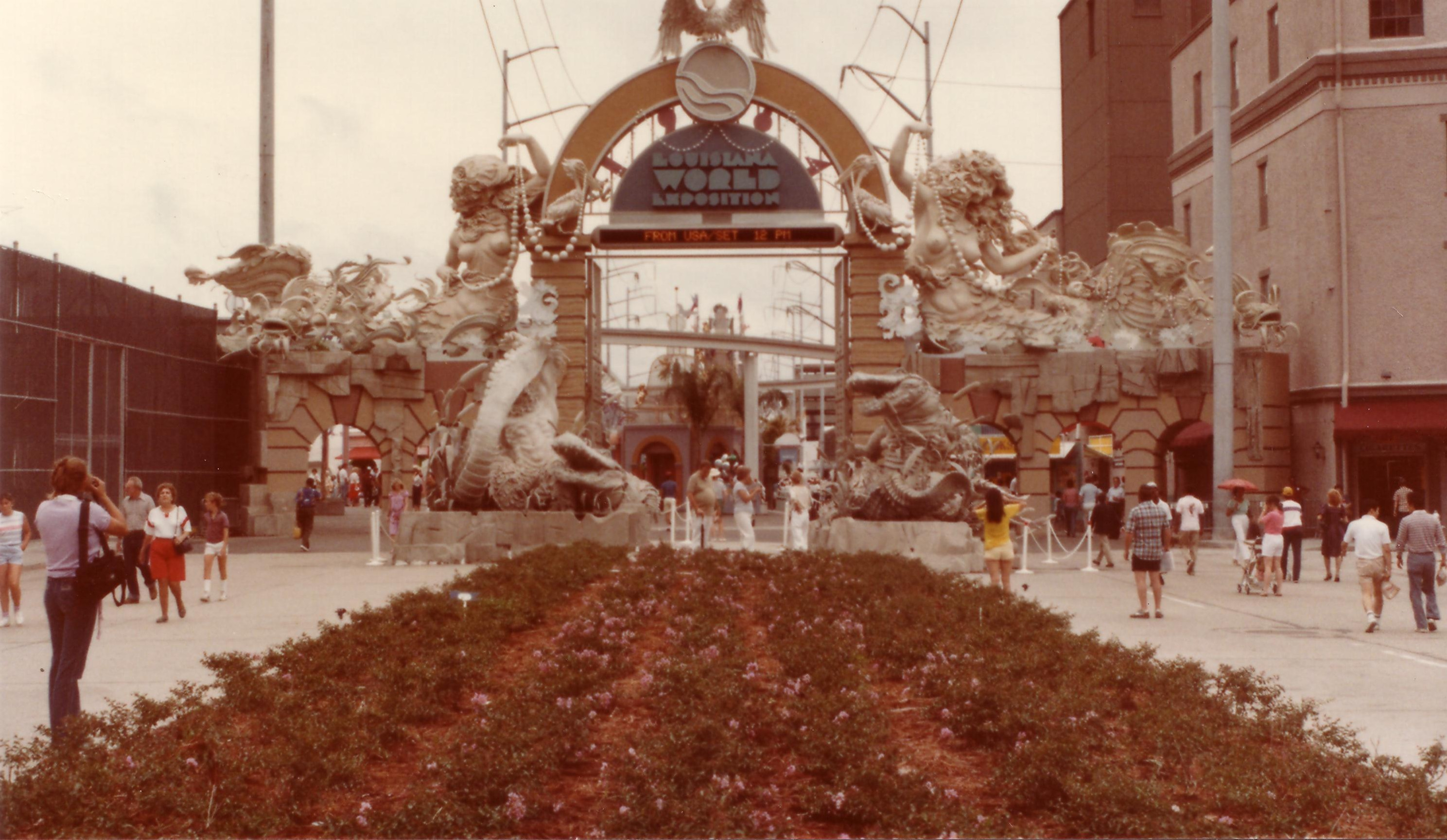
Entrada principal
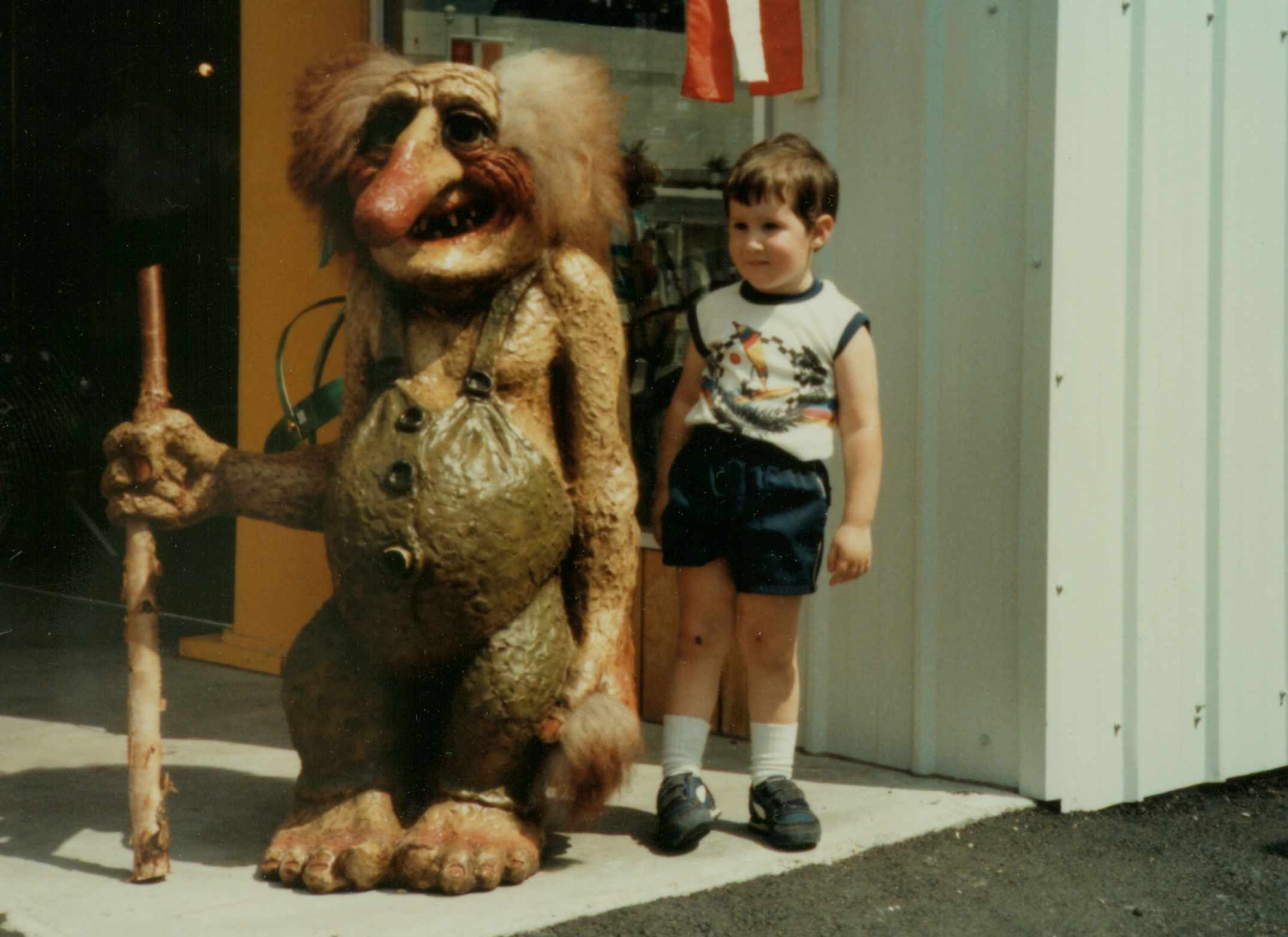
Um troll e uma criança

## Ligações Externas
- The Times-Picayune em 175 anos
- Sitio oficial do Gabinete Internacional de Exposições (BIE) (em francês)
- ExpoMuseum
- Exposición Internacional de 1984[ligação inativa]